# Empire Bay
Empire Bay är en del av en befolkad plats i Australien. Den ligger i kommunen Gosford Shire och delstaten New South Wales, i den sydöstra delen av landet, omkring 43 kilometer norr om delstatshuvudstaden Sydney. Antalet invånare är 2 371.
Trakten är tätbefolkad. Närmaste större samhälle är Umina, nära Empire Bay. Genomsnittlig årsnederbörd är 1 380 millimeter. Den regnigaste månaden är februari, med i genomsnitt 200 mm nederbörd, och den torraste är juli, med 36 mm nederbörd.